# Selim Hassan

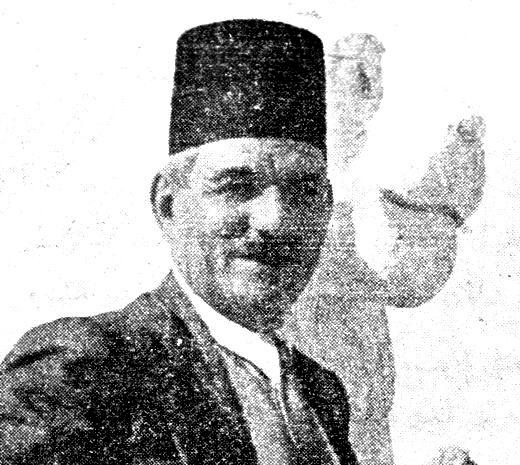

Selim Hassan (1886-1961) fue un egiptólogo egipcio, que realizó excavaciones en Guiza y Saqqara. Es el autor de numerosas monografías, incluidos los resultados de sus trabajos en Guiza.

## Trayectoria
Era originario de Mit Nagi, en la gobernación de Dakahlia, y se graduó en 1913. En El Cairo intentó ocupar un puesto en el Museo Egipcio, pero no lo consiguió porque estaban reservados a los europeos. En 1921 fue designado comisario del Museo gracias a las presiones de Shafiq Ahmad Pachá, ministro de Obras Públicas.  
En 1922 viajó a Europa acompañando a Ahmed Kamal Pachá para asistir a las celebraciones del centenario de la traducción de la Piedra de Rosetta por el francés Champollion, visitando Francia, Inglaterra y Alemania y escribiendo numerosos artículos de prensa sobre el tema de las antigüedades egipcias en los museos europeos, divulgando los robos y saqueos habidos, tal como sucedió con el busto de Nefertiti conservado en Berlín. 
En 1925, Ahmed Kamal Pachá consiguió convencer al ministro de Educación, Zaki Abu Al-Saud, de enviar egipcios a distintas Universidades extranjeras para estudiar arqueología, y Selim Hassan se incorporó al departamento de Estudios de Postgrado de la Sorbona, diplomandos en lenguas orientales e idioma egipcio antiguo (jeroglíficos) en el Colegio católico y en el centro de estudios del Louvre, y terminó su misión en 1927 como diplomado en lengua egipcia y en antigua religión egipcia por la Universidad de la Sorbona. Posteriormente obtuvo su doctorado en 1939 en Viena, y fue el primer profesor egipcio de Egiptología en la Universidad de El Cairo.

## Trabajos
De vuelta a Egipto, trabajo en Guiza con Hermann Junker, hasta que encabezó sus propias excavaciones en Guiza y Saqqara. En 1939 había estudiado más de doscientas tumbas, además de varios cientos de elementos de interés arqueológico.  
Salim Hassan fue nombrado secretario general del Consejo de Antigüedades Egipcias, siendo el primer egipcio en obtener el puesto. Desde ese cargo intentó recuperar objetos robados y trasladados al extranjero, pero no lo consiguió. 
En 1954 estudió el efecto que tendría la futura Presa de Asuán en los monumentos de Nubia. Selim Hassan fue elegido en 1960 por unanimidad como miembro de la Academia de Ciencias de Nueva York.

## Obras publicadas
- Enciclopedia del Antiguo Egipto, en dieciséis volúmenes.
- Excavaciones en Giza, en diez volúmenes.
- Excavaciones en Saqqara, 1937-1938.
- La Esfinge: su historia a la luz de las recientes excavaciones.
- La Gran pirámide de Jufu y su capilla funeraria: con nombres y títulos, en diez volúmenes.